# Massenpanik auf dem Har Meron
Beim Lag-baOmer-Fest auf dem Har Meron im Norden Israels ereignete sich am Abend des 29. April 2021 bis zum frühen Morgen des Folgetags eine Massenpanik mit mindestens 45 Toten und 150 Verletzten, die meisten davon schwer. Es war die zivile Katastrophe mit den meisten Toten in der Geschichte des Staates Israel.

## Hintergrund

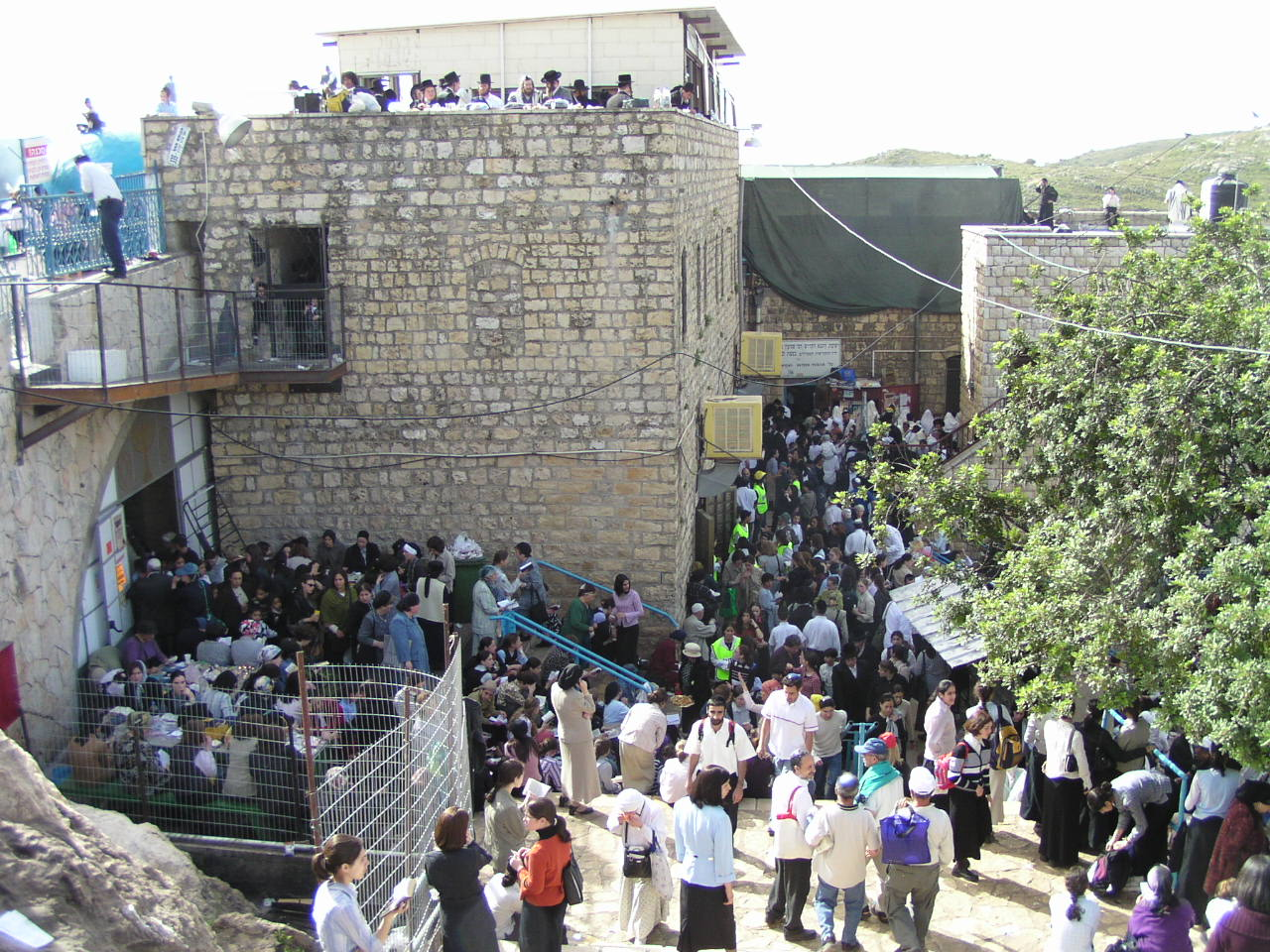
Grab von Schimon ben Jochai

Lag baOmer ist ein jährliches jüdisches Fest, das am 33. Tag des Omer-Zählens zwischen Pessach und Schavuʿot begangen wird und jeweils auf den 18. Ijjar fällt. Die Pilgerstätte wird hauptsächlich von ultraorthodoxen Juden besucht.
Im Jahr 2020 schränkte Israel die Pilgerfahrt aufgrund der COVID-19-Pandemie ein. Im Jahr 2021 genehmigte das israelische Kabinett die Pilgerfahrt zum Grab von Rabbi Schimon ben Jochai in Meron und hob die COVID-19-Obergrenze von 1000 Teilnehmern auf. Die Aufhebung war Bestandteil einer Vereinbarung mit den zuständigen Beamten des Ministeriums für Dienstleistungen zur Religionsausübung, die verlangten, dass die Teilnehmer gegen das Coronavirus geimpft sind. Die Veranstaltung war die größte, die in Israel seit dem Beginn der COVID-19-Pandemie im Jahr 2020 stattfand.
Außerdem fand die Feier auf dem Berg Har Meron zum ersten Mal seit 13 Jahren zwischen Mittwoch und Freitag statt. Sie war auf ein Zeitfenster von 14 Stunden beschränkt, in dem drei Freudenfeuer gleichzeitig angezündet wurden, jedes von einem Admor (Rabbi), mit etwa 3000 Menschen für jedes Feuer. Die Besucheranzahl wurde 2021 auf 10.000 Menschen begrenzt, es waren aber etwa 100.000 auf dem Gelände.
Es war nicht das erste Mal, dass Pilger auf dem Berg Meron bei einem Unfall durch Gedränge ums Leben kamen: Am 15. Mai 1911 wurden elf Menschen getötet, als eine Menschenmenge von etwa 10.000 das Gelände füllte und ein Geländer eines nahen Aussichtspunktes einstürzte. Etwa 100 Menschen fielen aus einer Höhe von etwa 8 Metern auf den Boden; der Tod von sieben Personen wurde noch am Unfallort festgestellt, der von vier weiteren in den Tagen nach dem Vorfall. Es gab 40 Verletzte.
Ein Bericht der israelischen Staatsaufsicht aus dem Jahr 2008 kam zu dem Schluss, dass die Stätte für die Anzahl der jährlichen Besucher nicht angemessen ist. Nach dem Bericht erklärte der Staat 2011, dass er die Kontrolle über die Stätte übernehmen werde; ein Gerichtsurteil machte aber den Schritt 2020 rückgängig.

## Ereignis
Mindestens 45 Menschen starben, mehr als 150 weitere Menschen wurden teils lebensgefährlich verletzt. In dem von der chassidischen Gemeinschaft Toldot Aharon genutzten Abschnitt hatte das Unglück seinen Ausgang genommen.
Das Fest begann am späten Abend des 29. April 2021. Am 30. April, etwa gegen 00:50 Ortszeit, ereignete sich die Massenpanik, als einige Teilnehmer im Männerteil des nach Geschlechtern getrennten Veranstaltungsbereichs auf nassen Treppenstufen ausrutschten und andere umstürzten. Als die Menge zu den Ausgängen eilte, wurden einige Teilnehmer eingeklemmt und fielen auf den Boden, viele unbemerkt, bis Warnungen über eine Lautsprecheranlage ertönten. Viele dachten, dass der Ort angegriffen werde, da er nahe der syrischen und libanesischen Grenze liegt. Chaos brach aus. „Wir waren am Eingang, wir beschlossen, dass wir raus wollten, und dann blockierte die Polizei das Tor, so dass jeder, der raus wollte, nicht raus konnte. In der Eile fielen wir aufeinander. Ich dachte, ich würde sterben“, sagte ein Zeuge der Zeitung Maariv. „Ich sah die Leichen neben mir.“
Während die Sanitäter versuchten, die Verletzten zu erreichen, blieb der ehemalige aschkenasische Oberrabbiner Israels, Yisrael Meir Lau, auf der Bühne, mahnte zur Beruhigung und rezitierte Psalmen für die Verwundeten. Sechs Hubschrauber halfen bei der Evakuierung der Verwundeten. Der Mobiltelefondienst brach wegen der vielen Menschen, die mit ihren Angehörigen in Kontakt zu treten versuchten, zusammen.
Die genaue Ursache der Katastrophe war nicht sofort klar. In ersten Berichten hieß es, eine Tribüne sei bei einem der Konzerte zusammengebrochen. Der Rettungsdienst Magen David Adom meldete jedoch, ein Gedränge habe die Tragödie verursacht.
Das Ereignis ist eine der schlimmsten Tragödien in Friedenszeiten in der Geschichte Israels, gleichzusetzen mit den Todesopfern des Waldbrandes auf dem Berg Karmel im Jahr 2010.

## Reaktionen

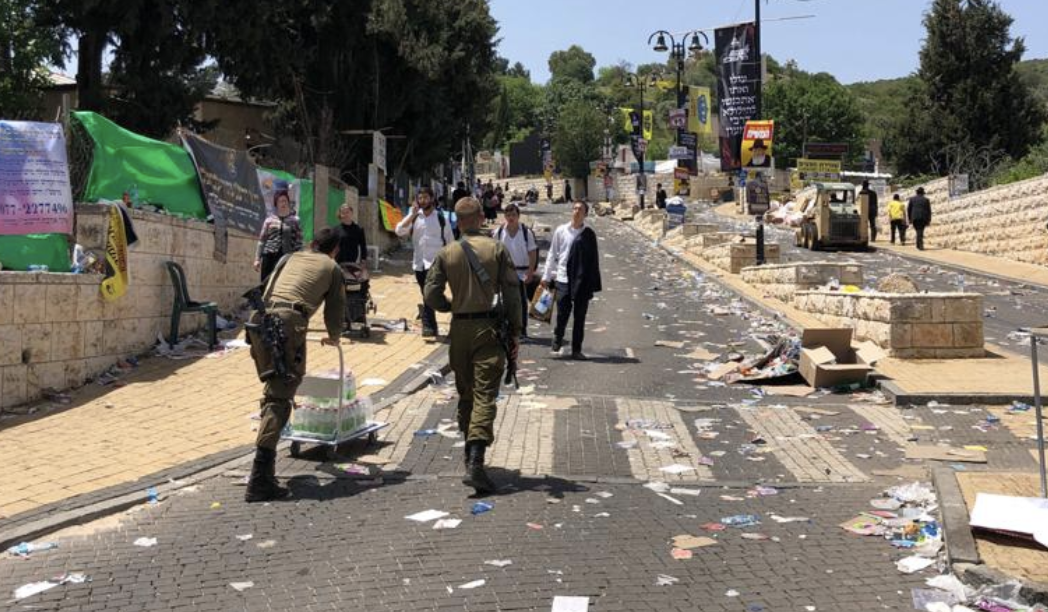
Nach der Massenpanik

Der Vorfall wird derzeit untersucht. Die israelische Polizei wies die Schuld von sich. Sie sagte, dass das Ereignis nicht zu verhindern gewesen und dass der Ort auf bauliche Mängel untersucht worden sei. Dass die Menschen auf den Treppen ausgerutscht seien, habe außerhalb der Kontrolle der Polizei gelegen.
Premierminister Benjamin Netanjahu nannte den Vorfall eine „große Tragödie“ und sagte, dass alle für die Opfer beten würden. Präsident Reuven Rivlin sprach den Opfern sein Beileid aus. International kondolierten Vertreter aus Argentinien, der Europäischen Union, der Türkei und den Vereinigten Staaten.
Am 6. März 2024 gab die staatliche Untersuchungskommission bekannt, dass Premierminister Benjamin Netanjahu, der damalige Sicherheitsminister Amir Ohana und der noch im Amt befindliche Polizeichef Ya’akov Schabtai, sowie der ehemalige Minister für religiöse Angelegenheiten, Yaakov Avitan, aufgrund fehlender Sicherheitsvorkehrungen für ein derartiges Großereignis persönlich für die Katastrophe mitverantwortlich seien und empfahl, die genannten Personen nicht erneut für diese Posten zu ernennen bzw. Schabtai als Polizeichef abzulösen. Schabtai nahm als erster zu dem Bericht Stellung und teilte mit, dass er die Verantwortung für seine Rolle bei der Katastrophe übernehme und bereit sei zurückzutreten wenn die Regierung dies beschließe.
Die Generalstaatsanwältin Gali Baharav-Miara kündigte an, die strafrechtlichen Ermittlungen gegen die Verantwortlichen, welche von ihrem Vorgänger Avichai Mandelblit im Juli 2021 für die Dauer der Arbeit der Untersuchungskommission vorläufig eingestellt worden waren, wieder aufzunehmen. Eine Organisation, welche die Familien der 45 Opfer vertritt, forderte die Regierung auf, die Empfehlungen der staatlichen Kommission ernst zu nehmen und nennt den Bericht einen „ersten Schritt in Richtung Gerechtigkeit“.
Oppositionsführer Jair Lapid teilte mit, dass Netanjahu aus Respekt vor den Opfern „nach Hause gehen“ sollte, womit er indirekt dessen Rücktritt forderte und meinte weiter, dass Netanjahu, wäre er ein normaler Bürger und nicht Premierminister, wegen fahrlässiger Tötung vor Gericht stehen und ins Gefängnis gehen würde. Die Vorsitzende der Awoda-Partei, Merav Michaeli, verkündete, dass ihre Partei aufgrund des Untersuchungsergebnisses einen Misstrauensantrag gegen Netanjahu einreiche.